# 猫公山
猫公山，位于中国广东省清远市连南县三江镇联红村，为清远市连南县的一个县级文物保护单位，类型为古遗址，公布时间为1986年5月。
猫公山的历史年代为新石器时代晚期。